# The Last Season: A Team in Search of Its Soul
The Last Season: A Team in Search of Its Soul – książka napisana przez najwybitniejszego trenera w historii NBA Phila Jacksona, przy pomocy Michaela Arkusha. Opowiada o burzliwej drodze Los Angeles Lakers od sezon regularny 2003/2004 aż do play-offów. Bestseller na liście New York Timesa.